# 正八幡神社 (文京区)
正八幡神社（しょうはちまんじんじゃ）は、東京都文京区の神社。

## 歴史
創建年代は不明である。別名を「関口八幡宮」ともいい、目白台の水神社にあった「椿山八幡宮」を「下の宮」と呼ぶのに対し、当社は「上の宮」と呼ばれていた。関口地区の鎮守である。
江戸時代は洞雲寺（現在は豊島区に移転）が別当寺であった。

## 交通アクセス
- 江戸川橋駅より徒歩4分（経路案内）。